# Elisabeth Sladen

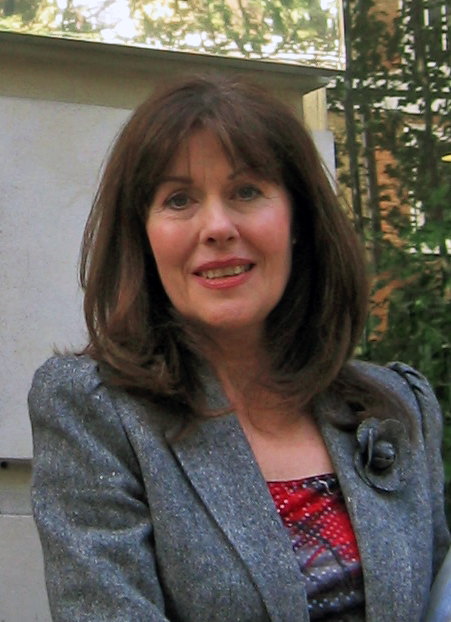
Elisabeth Sladen (2003)

Elisabeth Clara Heath Sladen (* 1. Februar 1946 in Liverpool; † 19. April 2011 in London) war eine britische Schauspielerin. Ihre bekannteste Rolle war die der Sarah Jane Smith in der britischen Science-Fiction-Serie Doctor Who. Sie spielte die Figur regulär von 1973 bis 1976 neben Jon Pertwee und Tom Baker und nahm in den nächsten Jahrzehnten die Rolle immer wieder auf, in Doctor Who und in The Sarah Jane Adventures. Sladen spielte eine der bekanntesten und beliebtesten Begleiterinnen des Doktors.

## Leben
Als kleines Kind nahm Sladen Ballettunterricht und trat in einer Produktion des Royal Ballet auf. Später wandte sie sich der Schauspielerei zu und ging nach der Schule zwei Jahre zur Schauspielschule. Danach arbeitete sie im Liverpool Playhouse als Assistenz-Managerin. Ihren ersten Auftritt hatte sie als „Leiche“. Sladen war als Managerin zu gut und bekam wenig Rollen, so dass sie bewusst einige Fehler machte, woraufhin sie öfter auf der Bühne auftreten konnte. Sladen und Miller heirateten und zogen für drei Jahre nach Manchester, wo sie in diversen Rollen auftrat, unter anderem als Desdemona in Othello. Sie bekam auch erste kleine Filmrollen. 1972 zogen Miller und Sladen wegen einer Arbeit von Manchester nach London, wo sie auch diverse Fernsehrollen bekam, unter anderem in Z-Cars.
1973 wurde Sladen vom Produzenten von Z-Cars Ron Craddock für die frei gewordene Rolle als Begleiterin von Doctor Who empfohlen. Sladen lernte die Produzenten Bary Letts und Jon Pertwee kennen, die sie beide sofort wollten und sie bekam die Rolle der Enthüllungsjournalistin Sarah Jane Smith. Sie blieb bei Doctor Who für dreieinhalb Staffeln neben Pertwee als drittem Doctor und Tom Baker als viertem bis 1976. Sladen hat Sarah Jane Smith auch danach oft gespielt. 1981 trat sie im Pilotfilm der geplanten Spinoff-Serie K-9 and Company auf. 1983 spielte sie in The Five Doctors mit. 1993 spielte sie Sarah Jane in Dimensions in Time, 1995 in dem Fan-Film Downtime neben Nicholas Courtney als Brigadier Lethbridge-Stewart und Deborah Watling als Victoria Waterfield. Sladen spielte Sarah Jane auch in diversen Hörspielen. 2005 erschien Sladen erneut als Sarah Jane zusammen mit dem Roboterhund K-9 in der regulären Doctor-Who-Folge School Reunion neben David Tennant als zehntem Doctor. Danach bekam sie ihre eigene Spinoff-Serie The Sarah Jane Adventures, produziert von BBC (Wales) für CBBC, von der vier Staffeln ausgestrahlt wurden. Die sechs bereits gefilmten Episoden der fünften Staffel wurden als Tribut an Sladen zu einem späteren Zeitpunkt ausgestrahlt und endeten mit einer Rückschau auf Sarah Janes Leben sowie den abschließenden Worten „And the story goes on... forever“ (dt. und die Geschichte lebt fort... für immer).
Sladen trat 2008 und 2010 noch einmal in Folgen der Serie Doctor Who auf, nämlich in The Stolen Earth, Journey's End und End of Time, Part 2.
1968 heiratete sie ihren Schauspielkollegen Brian Miller und hat mit ihm eine Tochter, Sadie Miller. Diese ist ebenfalls Schauspielerin und wirkte unter anderem bei verschiedenen Doctor-Who-Hörspielen mit.
Sladen erlag am 19. April 2011 einem Krebsleiden.